# باولو بتروسيلي
باولو بتروسيلي ((بالإيطالية: Paolo Petrocelli)‏ من مواليد روما - 15 أكتوبر 1984) مدير ثقافي إيطالي وأستاذ جامعي وعالم موسيقى وكمان.

## السيرة الذاتية
يعمل باولو بتروسيلي كمسؤول عن الدبلوماسية الثقافية والموسيقى في الأمانة الدائمة للقمة العالمية لحائزي جائزة نوبل للسلام. بصفته خبيرًا في إدارة الفنون الادائية في الشرق الأوسط، قام بنشر أول عمل بحثي منظم وكامل تم إجراؤه على مسارح الأوبرا في جميع أنحاء الشرق الأوسط وشمال إفريقيا. بصفته مديرًا للفنون الأدائية وخبير في فن الأوبرا، فهو يشغل منصب مساعد المشرف على دار أوبرا روما، ومستشار في دار الأوبرا الملكية بمسقط، ومهرجان أوبرا عمان وعضو مجلس إدارة أوبرا لبنان.
كسفير للدبلوماسية قدم أدوار رئيسية محلية ودولية شارك من خلالها في تنفيذ مشاريع التعاون الثقافي بين أوروبا والشرق الأوسط وإفريقيا وأسيا والولايات المتحدة. بتروسيلي هو مؤسس مساهم ورئيس الجمعية الايطالية «شباب اليونيسكو» وكان رئيسا للجمعية من عام 2015 حتى عام 2019 ورئيس ومؤسس إما للسلام وهي منظمة دولية لتعزيز الدبلوماسية الثقافية بين أوروبا والشرق الأوسط (الرئيس الفخري، ريكآردو موتي).
من العام 2008 إلى العام 2011، عمل كعضو في لجنة الشباب في ورشة العمل للشباب في المجلس الأوروبي للموسيقى. في عام 2011، عمل لدى اليونسكو كممثل لشباب إيطاليا. في عام 2012 تم تعيينه من قبل المجلس الثقافي البريطاني لتمثيل إيطاليا في برنامج القيادة الثقافية الدولية "2011-2012". كما عمل في العديد من المنظمات الثقافية، بما في ذلك الأمم المتحدة، المنتدى الاقتصادي العالمي، معهد أسبن، الغرفة الفنية الدولية، البرلمان الأوروبي، المجلس الدولي للموسيقى، حملة ONE والعزف من أجل التغيير.
بتروسيلي أيضًا عضو في أكثر من لجنة تحكيم في المسابقات الدولية ومنها مسابقة ريتشارد فاغنر الدولية، مسابقة آرام خاتشاتوريان الدولية للكمان (2015)، ومهرجان الموسيقى الدولي شرق تارونالاري (2015).في 2015، تم تعيينه من قبل مؤسسة مونتي دي باشي دي سيينا الخيرية عضواً في مجلس إدارة مؤسسة الموسيقى الأكاديمية (كيجانا) دي سيينا، كما قام وزير التعليم الجامعي والبحث بتعيينه كعضوا في مجلس إدارة كونسرفتوار بينيديتّو مارتشيلّو بالبندقية.

## التاريخ المهني الأكاديمي
أستاذ جامعي في الإدارة الثقافية لدى الجامعة الدولية للدراسات الاجتماعية «جويدو كارلى» ولدى جامعة «جون كابوت» وأكاديمية «تياترو ديلّا سكالا»، وله العديد من المقالات والمنشورات في علم الموسيقى.
حصل بتروسيلي على شهادة الدكتوراه في الاقتصاد الثقافي من جامعة IULM للغات الحرة والاتصالات في ميلانو وحصل علي درجة الماجستير في العزف على الكمان من أكاديمية سانتا تشيشيليا الوطنية في روما، وتخرج في الأدب من جامعة روما سابينزا، وفي الموسيقى من جامعة ميدلسكس في لندن. هو أيضا زميل زائر في جامعة ييل وباحث زائر في معهد ماساتشوستس للتكنولوجيا ووسائل الإعلام في معهد ماساتشوستس للتكنولوجيا.

## الأعمال
- رنين صوت صغير: ويليام والتن وحفل الكمان في إنجلترا بين عامي 1900 و 1940, نيوكاسل أبون تينيم، دار نشر كامبردج للباحثين 2010.
- سحر الصوت الخافت: ويليام والتن وحفل الكمان والاوركسترا بإنجلترا بين عامى 1900 و 1940، روما، أراكن، 2012.
- نشأة المسرح الغنائى بالشرق الأوسط وشمال إفريقيا، نيوكاسل أبون تينيم، دار نشر كامبردج للباحثين، 2019.
- ساحات الأوبرا بالشرق الأوسط وشمال أفريقيا، روما، دار نشر كاروتشي إيديتورى، 2019.